# CW复形
CW复形，又称胞腔复形，在拓扑学上屬於拓扑空间之一類，由J.H.C.怀特海德引入，用于同伦理论。其思想是构造一类空间，比单纯复形更为广泛（我们现在可以说，有更好的范畴论属性）；但还要保留组合的本质，因此计算方面的考虑没有被忽略。

## 形式表述
粗略地说，CW复形由称作胞腔的基本元件组成。其精确定义规定胞腔如何在拓扑意义上“粘合”。CW复形名称中的“C”代表“闭有限”（closure-finite），而“W”则代表“弱拓扑”（weak topology）。
单个 {\displaystyle n} 维闭胞腔是指 {\displaystyle n} 维闭球在贴映射下的像。例如，每个单纯形都是一个闭胞腔，或更一般地，每个凸多面体都是一个闭胞腔。单个 {\displaystyle n} 维开胞腔则是一个同胚于 {\displaystyle n} 维开球的拓扑空间。零维的开（或闭）胞腔是指一个单元素空间。而“闭有限”条件要求每个闭胞腔都可由有限个开胞腔所覆盖。
CW复形是一个豪斯多夫空间 {\displaystyle X}，连同一个将 {\displaystyle X} 划为开胞腔（维度不必统一）的划分，并满足以下性质：
- 对 {\displaystyle X} 的划分中的任意一个 {\displaystyle n} 维开胞腔 {\displaystyle C}，存在一个从 {\displaystyle n} 维闭球到 {\displaystyle X} 的连续映射 {\displaystyle f}，使得：
  - {\displaystyle f} 限制在闭球的内部上是到胞腔 {\displaystyle C} 的同胚，且
  - 闭球的边界在 {\displaystyle f} 下的像包含于 {\displaystyle X} 的划分中的有限个维度小于 {\displaystyle n} 的元素的并集内。
- {\displaystyle X} 的闭子集即是与每一个开胞腔交于闭集（相对于开胞腔本身的拓扑）的集合（{\displaystyle X} 的拓扑为所有开胞腔的并的弱拓扑）。

### 相对CW复形
笼统地说，相对CW复形与CW复形的区别在于它容许一个额外的、不须带有任何胞腔结构的组件。遵照上文的定义，这个组件被视作负一维胞腔。

## CW复形的归纳法定义
如果一个CW复形中胞腔的维度最大为 {\displaystyle n}，那么我们称这个CW复形是 {\displaystyle n} 维的。若胞腔的维度没有上限，那么我们说这个CW复形是无穷维的。CW复形的 {\displaystyle n} 维骨架是指所有维度不超过 {\displaystyle n} 的胞腔的并。如果这个并集是闭集，那么它本身就是一个CW复形，称为原复形的子复形。因此，CW复形的 {\displaystyle n} 维骨架是维度不超过 {\displaystyle n} 的最大子复形。
CW复形常常由其各个维度上的骨架通过归纳来定义。首先定义0维骨架为离散空间。紧接着将1维胞腔黏着到0维骨架上。这一步先将每个1维胞腔先视作1维闭球，然后通过某个从这个闭球的边界——即0维球面 {\displaystyle S^{0}} ——到0维骨架的连续影射贴合。{\displaystyle S^{0}} 上的每一点都与其在该映射下的像与0维骨架上的某一点等同；这构成一个等价关系。如此，1维骨架就定义成0维骨架和所有1维胞腔的并、再模去此等价关系后的商空间。
概括而言，给定 {\displaystyle (n-1)} 维骨架，{\displaystyle n} 维骨架是由在此基础上黏着 {\displaystyle n} 维胞腔得到。每个 {\displaystyle n} 维胞腔同样先视作 {\displaystyle n} 维闭球，然后通过某个从这个闭球的边界——即 {\displaystyle (n-1)} 维球面 {\displaystyle S^{n-1}} ——到 {\displaystyle (n-1)} 维骨架的连续影射贴合。{\displaystyle S^{n-1}} 上的每一点都与其在该映射下的像与 {\displaystyle (n-1)} 维骨架上的某一点等同；这同样构成一个等价关系。这样，{\displaystyle n} 维骨架就定义成 {\displaystyle (n-1)} 维骨架和所有 {\displaystyle n} 维胞腔的并、再模去此等价关系后的商空间。
在同构意义上，每个 {\displaystyle n} 维CW复形都可依此由其 {\displaystyle (n-1)} 维骨架构造而成，因此每个有限维CW复形都能按以上方法构造。甚至对于无穷维CW复形也成立，只要借助拓扑空间的归纳极限来描述以上无穷过程的结果，这个结论也是对的：在极限的集合 {\displaystyle X} 中，子集是闭集当且仅当它与每一个骨架都交于闭集（相对于骨架本身的拓扑）。

## 例子
- 实数集 {\displaystyle \mathbb {R} } 上的标准CW结构中的0维骨架为整数集 {\displaystyle \mathbb {Z} }，而1维胞腔则是区间 {\displaystyle \{[n,n+1]:n\in \mathbb {Z} \}} 。相似地，在 {\displaystyle \mathbb {R} ^{n}} 上的标准CW结构中的胞腔是 {\displaystyle \mathbb {R} } 的0维和1维胞腔的积。
- 多面体带有自然的CW复形结构。
- 图是一维CW复形。
- 无穷维希尔伯特空间不是CW复形：它是一个贝尔空间（见贝尔纲定理），因此不能写成其 {\displaystyle n} 维骨架的并，因每个骨架都是闭集且内部为空。这个论证也可引申到许多无穷维空间。
- {\displaystyle n} 维球面容许一个只有两个胞腔的CW结构：一个0维胞腔和一个 {\displaystyle n} 维胞腔，依靠从 {\displaystyle S^{n-1}} 到0维胞腔的常映射黏着。另外一个替代的胞腔分解也很受欢迎，因赤道包含映射 {\displaystyle S^{n-1}\to S^{n}} 的补集恰好是两个球：上半球和下半球。由归纳法可得 {\displaystyle S^{n}} 的一个CW分解，每个维度 {\displaystyle 0\leq k\leq n} 上恰好有两个 {\displaystyle k} 维胞腔。
- {\displaystyle n} 维实射影空间容许一个CW结构，每个维度 {\displaystyle 0\leq k\leq n} 上恰好有一个 {\displaystyle k} 维胞腔。
- 格拉斯曼流形容许一个CW结构，其胞腔称作舒伯特胞腔.
- 微分流形、代数和射影簇都同伦于CW复形。
- 空间 {\displaystyle \{re^{2\pi i\theta }:0\leq r\leq 1,\theta \in \mathbb {Q} \}\subset \mathbb {C} } 同伦于CW复形（甚至是可收缩的），但不容许任何CW结构，因其不是局部可收缩的。
- 夏威夷耳环（英语：Hawaiian earring）是不同伦于CW的拓扑空间的一例。

## CW复形的同调与上同调
CW复形的奇异同调（或上同调）可以通过胞腔同调计算。此外，在CW复形和胞腔映射的范畴内，胞腔同调可以解读成一种同调论。如要计算CW复形的广义（上）同调，阿提亚-希策布鲁赫谱序列是胞腔同调的一个类比。
以下是一些计算的实例：
- 对于球面 {\displaystyle S^{n}}，取只带有一个0维胞腔和一个 {\displaystyle n} 维胞腔的分解。胞腔链复形 {\displaystyle C_{*}} 与同调皆为

{\displaystyle H_{k}=C_{k}=\left\{{\begin{array}{lr}\mathbb {Z} &k\in \{0,n\}\\0&k\notin \{0,n\}\end{array}}\right.}
因为所有微分算子皆为零（实际上，上链复形与上同调亦然）。或者，如果我们取赤道分解，使得每个维度上各有两个胞腔，那么
{\displaystyle C_{k}=\left\{{\begin{array}{lr}\mathbb {Z} ^{2}&0\leq k\leq n\\0&{\text{otherwise}}\end{array}}\right.}
而微分算子是形为 {\displaystyle {\begin{pmatrix}1&-1\\1&-1\end{pmatrix}}} 的矩阵。这个复形给出的同调与以上计算一致，因为复形在除 {\displaystyle C_{0}} 与 {\displaystyle C_{n}} 项外都是正合的。
- 对于复射影空间  {\displaystyle \mathbb {P} ^{n}\mathbb {C} }，可以相似地算得

{\displaystyle H^{k}(\mathbb {P} ^{n}\mathbb {C} )={\begin{cases}\mathbb {Z} \quad {\text{for }}0\leq k\leq 2n,{\text{even}}\\0\quad {\text{otherwise}}.\end{cases}}}
之所以这两例中计算都尤其简单，是因为同调完全由胞腔数目确定——换言之，胞腔的黏着映射在计算中没有扮演任何角色。这个现象只是特例，在一般情况下并不成立。

## 同伦范畴
在某些专家眼中，CW复形的同倫範疇即使不是唯一的同伦范畴（基于技术原因，实际使用的版本是带基点的空间），也是同伦范畴的最佳候选。因此，可能会得出非CW复形的空间的辅助构造需尽量避免。在这方面的基本结论是布朗可表性定理：同伦范畴上的可表函子可以借助CW复形来相当精简地刻画。

## 性质
- CW复形是局部可收缩的。
- CW复形满足懷特黑德定理：CW复形之间的映射是同伦等价当且仅当在所有同伦群上都诱导出同构。
- 两个CW复形的积可以转化成一个CW复形。具体而言，设 {\displaystyle X} 和 {\displaystyle Y} 为CW复形，那么 {\displaystyle X\times Y} 上容许一个CW复形的结构，其胞腔即 {\displaystyle X} 中的胞腔与 {\displaystyle Y} 中胞腔的积，并配备弱拓扑。不出所料，这个新的CW复形的底集合就是 {\displaystyle X\times Y} 本身。此外，多数情况下弱拓扑与 {\displaystyle X\times Y} 上的积拓扑一致，例如当 {\displaystyle X} 或 {\displaystyle Y} 之一是有限CW复形（或更一般地，当它们之一是局部有限的，也即在每个维度它有有限个胞腔）。然而，如果 {\displaystyle X} 和 {\displaystyle Y} 皆非局部紧，弱拓扑可能比积拓扑更精细。在这种不利的情形下，两个复形的积（作为拓扑空间） {\displaystyle X\times Y} 不是一个CW复形。另一方面，{\displaystyle X} 和 {\displaystyle Y} 在紧生成空间范畴中的积的拓扑与弱拓扑一致，因此确实定义出一个CW复形。
- 设 {\displaystyle X} 和 {\displaystyle Y} 为CW复形。函数空间 {\displaystyle \operatorname {Hom} (X,Y)} （带紧致开拓扑）一般不是CW复形。若 {\displaystyle X} 是有限CW复形，那么 {\displaystyle \operatorname {Hom} (X,Y)} 同伦等价于一个CW复形；这是由于约翰·米尔诺的一个定理 (1959)。[5] 注意到 {\displaystyle X} 和 {\displaystyle Y} 都是紧生成豪斯多夫空间，因此 {\displaystyle \operatorname {Hom} (X,Y)} 常常取其紧生成的变种；以上结论对于这个变种仍然成立。[6]
- CW复形的覆疊空間也是CW复形。
- CW复形是仿紧空间，而有限CW复形是紧空间。CW复形的紧子空间必定包含于一有限子复形内。[7][8]

### 综合参考
- Whitehead, J. H. C. . Bull. Amer. Math. Soc. 1949a, 55 (5): 213–245  [2016-05-29]. MR 0030759. doi:10.1090/S0002-9904-1949-09175-9. （原始内容存档于2016-05-29）. (open access)
- Whitehead, J. H. C. . Bull. Amer. Math. Soc. 1949b, 55 (3): 453–496  [2016-05-29]. MR 0030760. doi:10.1090/S0002-9904-1949-09213-3. （原始内容存档于2016-05-29）. (open access)
- Hatcher, Allen. . Cambridge University Press. 2002. ISBN 0-521-79540-0. 该教材在第一章定义了CW复形，且对它们的使用贯穿全书；书末有一节关于CW复形的拓扑的附录。免费电子版本可见作者的网站（页面存档备份，存于）。
- Lundell, A. T.; Weingram, S. . Van Nostrand University Series in Higher Mathematics. 1970. ISBN 0-442-04910-2.
- Brown, R.; Higgins, P.J.; Sivera, R. . European Mathematical Society Tracts in Mathematics Vol 15. 2011. ISBN 978-3-03719-083-8. 更多细节请见第一作者的网站（页面存档备份，存于）